# Большой Тырым
Большой Тырым (в верховьях Белый Тырым) — река в Горнозаводском городском округе Пермского края, приток Койвы, впадает в Койву слева в 46 км от её устья. Длина реки 46 км. Истоки в лесах на границе Свердловской области и Пермского края, высота устья 391,7 м. Течёт по горному рельефу сначала на юго-запад, затем на северо-запад, часто меняя направление. Основные притоки впадают справа: Чёрный Тырым в 13 км от устья, после слияния с которым река и получает название Большой Тырым, и Крутая в 21 км от устья. Устье в посёлке Усть-Тырым. Небольшой участок верхнего течения — в городском округе Нижний Тагил Свердловской области.

## Данные водного реестра
По данным государственного водного реестра России, река относится к Камскому бассейновому округу, бассейн реки Кама, подбассейн — Кама до Куйбышевского водохранилища (без бассейнов рек Белой и Вятки), водохозяйственный участок реки — Чусовая от в/п пгт. Кын до устья. Код объекта в государственном водном реестре — 10010100712111100011276.